# Sokopuluhan
Sokopuluhan is een bestuurslaag in het regentschap Pati van de provincie Midden-Java, Indonesië. Sokopuluhan telt 3689 inwoners (volkstelling 2010).